# Опсада Дубровника (1814)
Опсада Дубровника (позната и као опсада Рагузе) вођена је између локалних дубровачких устаника, као и аустријско-хрватских трупа и британске краљевске морнарице под командом капетана Вилијама Хостеа против француског гарнизона под командом Жозефа де Монришара између 19. и 27. јануара 1814. године,  током Јадранске кампање у Наполеоновим ратовима. Опсада се водила на обали Јадранског мора ради поседовања стратешки важног утврђеног града Дубровник.

## Позадина
Дана 27. маја 1806. године, снаге Француског царства окупирале су неутралну Дубровачку републику. Након уласка на територију без дозволе и приближавања престоници, француски генерал Жак Лористон захтевао је да се његовим трупама дозволи одмор и да им се обезбеди храна и пиће у граду пре него што наставе да заузимају своје поседе у Боки Которској. Међутим, то је била обмана јер чим су ушли у град, почели су да га окупирају у име Наполеона. Готово одмах након почетка француске окупације, руске и црногорске трупе су ушле на територију Дубровника. Заочете су борбе против француске војске, пљачкање и напади, што је кулминирало опсадом окупираног града (током које је на град пало 3.000 топовских ђулета). Године 1808, маршал Мармон је издао проглас којим се укида Дубровничка република и припаја њена територија клијентској држави Француског царства, Наполеоновој Краљевини Италији . Сам Мармон је полагао право на новостворену титулу „војводе од Рагузе“ (Duc de Raguse) и 1810. године Дубровник је, заједно са Истром и Далмацијом, припао новоствореним француским Илирским провинцијама.
Након седам година француске окупације, охрабрени дезертерством француских војника након неуспеле инвазије на Русију и поновним уласком Аустрије у рат у августу 1813. године, све друштвене класе дубровачког народа подигле су се у општем устанку, предвођени патрицијима, против наполеонских освајача. Дана 18. јуна 1813. године, заједно са британским снагама, присилили су на предају француски гарнизон острва Шипан, убрзо и јако утврђеног града Стона и острва Лопуд, након чега се устанак проширио копном.  Опсели су окупирани град, уз помоћ Британске краљевске морнарице, која је уживала неометану доминацију над Јадранским морем, под командом капетана Вилијама Хоста. Радећи заједно са аустријским војскама које су сада нападале Илирске провинције и северну Италију, бродови контраадмирала Томаса Фримантла били су у стању да брзо транспортују британске и аустријске трупе са једне тачке на другу, присиљавајући на предају стратешких лука једну за другом у децембру. Капетан Вилијам Хосте је са својим бродом већ заузео планинску тврђаву Котор уз помоћ црногорских снага почетком јануара. Након ове победе, Хосте је одмах отпловио пут Дубровника. Убрзо се и становништво унутар града придружило устанку. Аустријско царство је послало војску под командом генерала Тодора Милутиновића, нудећи помоћ својим дубровачким савезницима. Међутим, како се убрзо показало, њихова намера је заправо била да француску окупациј замене својом. Заводећи једног од привремених гувернера Републике Бјађа Бернарда Кабогу обећањима моћи и утицаја (која су касније прекинута и који је умро у срамоти, означен као издајник од стране свог народа), успели су да га убеде да капија на истоку треба да остане затворена за дубровачке снаге и да дозволи аустријским снагама да уђу у град са запада, без дубровачких војника, када се француски гарнизон од 500 војника под командом генерала Жозефа де Монришара преда.
Французи под командом Жозефа де Монришара имали су мање од 600 људи у целом региону након што су изгубили више од трећине својих људи који су пребегли од почетка рата са Аустријом.

## Опсада
Хосте се искрцао и посетио Милутиновића 19. јануара да види ситуацију. Са собом је имао два хрватска батаљона од 400 људи, али они нису имали артиљерију, па је Хосте импровизовао. Ујутро 22. јануара Хосте је одмах ступио у акцију и отворена је ватра на тврђаву Сан Лоренцо и одбрану града. Французи су одговорили јаком ватром и Хосте је убрзо знао да Рагузу неће бити лако освојити. Надајући се да ће користити исту успешну тактику којом је освојио Котор, Хосте се бавио задатком тражења стратешких позиција. Убрзо је осмотрио утврђења и положаје на брду Срђ са погледом на град и оближње острво Локрум источно од града. Заузимањем ових положаја знао је да Рагуза неће дуго издржати под опсадом; Милутиновић се сложио са њим.
Да би обезбедили прилазе граду, 24. јануара трећина Бахантине посаде (око 100 људи) под командом поручника Милбурна и његових људи заобишла је брдо Срђ иза Рагузе са два топа. Убрзо су бомбардовали мали француски гарнизон на Локруму, а краљевски маринци су се искрцали и затим заузели острво након кратке борбе. На путу ка Бргату, Краљевски маринци су прекинули довод воде Француској и заузели манастир Светог Јакова источно од града. 
Истовремено, Хосте је замолио Милутиновића да нападне Царску тврђаву на врху брда Срђ. Милутиновић је пристао под условом да га Хосте подржи артиљеријском ватром. Ово је договорено и до краја дана, упркос незснемсрљивим губицима, Хрвати су били на врху Срђа. Хосте је потом наредио да се артиљерија превезе на обалу, а затим из северног дела Гружа одведе на падине Срђа. Хосте је то учинио тако што је Милутиновићу обезбедио један велики и два мања топа и дозволио им да стоје поред оружја под британском командом.
Сада је у акцију убачен пун састав опсадних топова који је био рссположив у датом тренутку. Хосте је наредио бомбардовање које се наставило без престанка до следећег дана. Циљао је главне куле тврђаве Рагуза; кулу Минчета, тврђаву Бокар и тврђаву Ревелин. Затим, другог дана, 26., бродови Краљевске морнарице су отворили бомбардовање са мора, усмеравајући ватру на луке тврђаве Свети Јован. 
Све је то било превише за Монришара: одсечен већ четири месеца, изгубио је много својих војника услед пребега, претрпео је побуну у околном региону три месеца раније и нереди у граду су избили, па је одлучио да је једина опција предаја. У јутарњим сатима 27. јануара је послао примирје и затражио прекид. Хосте је пристао и опсада Рагузе је завршена.

## Последице
Француска капитулација је потписана у Гружу 27. јануара и ратификована истог дана. Тада је један од привремених гувернера Дубровачке републике, Бјађо Бернардо Кабога, отворено стао на страну Аустријанаца, отпустивши део побуњеничке војске који је био из Конавла. Други вођа устанка, Ђиво Натали, још увек је чекао са својим људима испред Плочких капија (Дубровачких бедема). После скоро осам година окупације, француске трупе су напустиле Дубровник; изгубљено је 138 топова и 500 људи. Поподне 28. јануара 1814. године, аустријске трупе и 100 британских маринаца ушле су у град кроз Пиле капије. Уз Кабогину подршку, генерал Милутиновић је игнорисао споразум који је склопио са дубровачким племством у Гружу и започео окупацију града. Британски губици нису били већи од једног погинулог и 10 рањених.Аустријанци су претрпели мало више губитака, са око тридесет жртава, од којих је већина дошла од напада на тврђаву Империјал на брду Срд. Било је појачања британских трупа 35. пешадијског пука са брода који је стигао са Едвардом Левесон-Гауером 29. августа, али је он одбио да учествује у преговорима видевши да Хосте има све под контролом.
Дубровачка застава Светог Влаха вијорила се заједно са аустријским и британским заставама само два дана, јер је 30. јануара генерал Милутиновић наредио градоначелнику да је спусти. Преплављен осећајем дубоког патриотског поноса, Ђорђе, последњи ректор Републике, одбио је да то учини „јер су масе то подигле“. Накнадни догађаји су доказали да је Аустрија тражила и искористила све могуће прилике да преузме целу обалу источног Јадрана, од Венеције до Котора. Аустријанци су учинили све што је било у њиховој моћи да маргинализују дубровачко питање на наредном Бечком конгресу 1815. године. Дубровничком представнику, Миху Бони, није било дозвољено учешће на Конгресу, док је аустријски генерал Милутиновић, пре коначног споразума савезника, преузео потпуну контролу над градом. 
Иако влада Дубровачке републике никада није потписала никакву капитулацију нити се одрекла свог суверенитета, што је према правилима Клеменса фон Метерниха које је Аустрија усвојила за Бечки конгрес требало да значи обнављање Републике, Аустријско царство је успело да убеди остале савезнике да јој дозволе да задржи територију Републике. Све одлуке и околности у којима су оне донете су биле у очигледној супротности са свечаним уговорима које су аустријски цареви потписали са Републиком: првим од 20. августа 1684. године, у којем Леополд I обећава и гарантује неповредиву слободу („inviolatam libertatem“) Републици, и другим од 1772. године, у којем царица Марија Терезија обећава заштиту и поштовање неповредивости слободе и територије Републике. 
На Бечком конгресу 1815. године, Дубровник постаје део крунске земље Краљевине Далмације, којом је владала Аустро-Угарска, а у чијем је саставу остала до 1918. године.

## Видети још
- Блокада Дубровника
- Дубровачки бедем

- Bentley, R. (1833). Memoirs and Letters of Capt. Sir William Hoste, Bart, Volume 2.
- Bjelovucic, Harriet (1970). The Ragusan Republic;: Victim of Napoleon and its own conservatism. Brill. ASIN 1-B0006D1YHY.
- Chandler, David (1999) [1993]. Dictionary of the Napoleonic Wars. Wordsworth Military Library. ISBN 1-84022-203-4.
- Clowes, William Laird (1997) [1900]. The Royal Navy, A History from the Earliest Times to 1900, Volume V. Chatham Publishing. ISBN 1-86176-014-0.
- James, William (2002) [1827]. The Naval History of Great Britain, Volume 5, 1808–1811. Conway Maritime Press. ISBN 0-85177-909-3.
- Smith, Digby (1998). The Napoleonic Wars Data Book. Greenhill Books. ISBN 1-85367-276-9.
- Vojnović, Lujo (2009). Pad Dubrovnika (1797.-1806.). Fortuna. ISBN 978-953-95981-9-6.